# Noblehaye
 (juillet 2020).
Si vous disposez d'ouvrages ou d'articles de référence ou si vous connaissez des sites web de qualité traitant du thème abordé ici, merci de compléter l'article en donnant les références utiles à sa vérifiabilité et en les liant à la section « Notes et références ».
Noblehaye est un hameau du pays de Herve dans la province de Liège en Belgique. Dépendant du village de Bolland, il fait aujourd’hui administrativement partie de la commune de Herve, en Région wallonne. 

## Éléments d'histoire
Noblehaye se trouve sur une légère hauteur entre les deux ruisseaux de Bolland et de Noblehaye. L'endroit est mentionné la première fois en 1308 sous le nom de  Abelinhaye

## Patrimoine
- La Chapelle Notre-Dame-des-Vertus date du début du XVIIIe siècle est encore aujourd’hui centre marial de pèlerinage.